# 제23호 과학위성 스자쿠

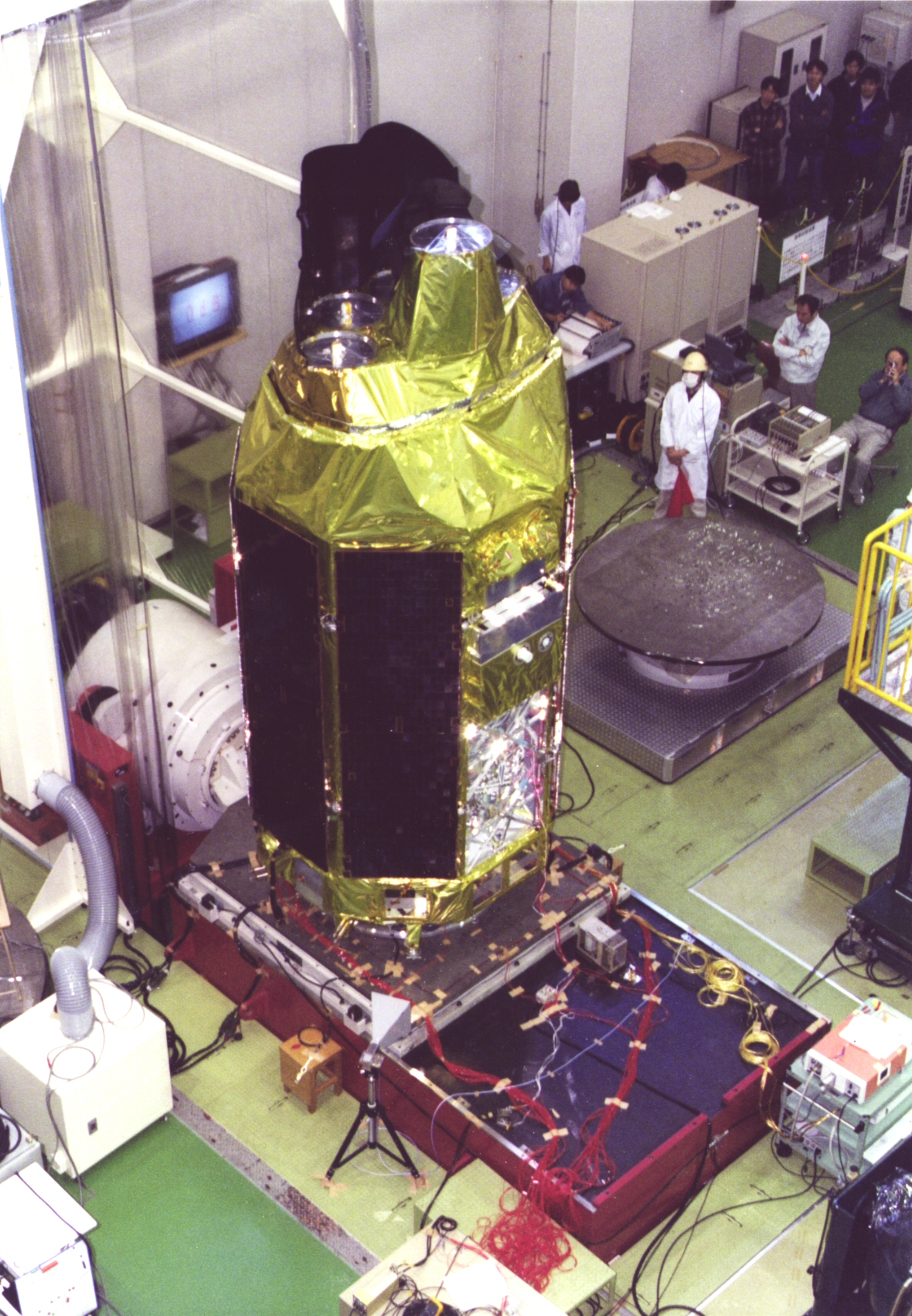
Astro-E (NASA)

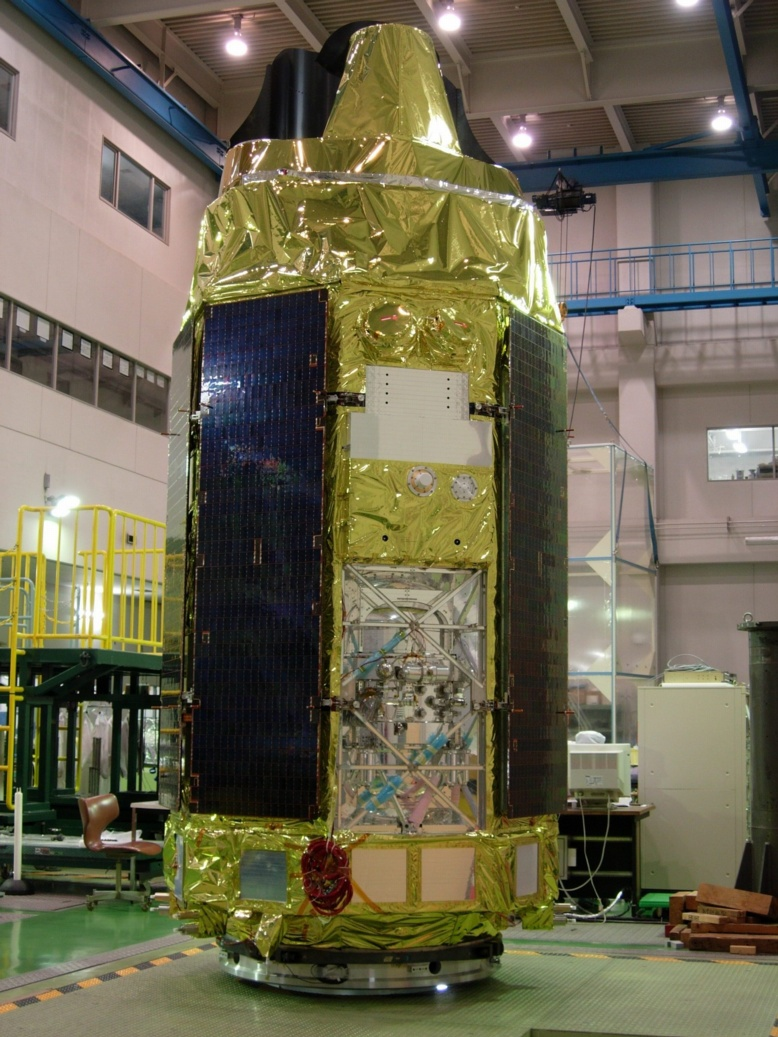
Astro-E2 (NASA)

ASTRO-E는 일본의 X선 관측 위성이다.
2000년 Astro-E 위성의 발사가 실패했다. 위성은 바다에 추락했다. 그래서, 2005년 7월 10일 Astro-EII 가 발사되었다. 세계 최대의 고체연료 로켓인 M-V 로켓으로 발사했다.

## ASTRO-E2 탑재장비
- X-ray Telescope (XRT)
- X-ray Spectrometer (XRS)
- X-ray Imaging Spectrometer (XIS)
- Hard X-ray Detector (HXD)
  - Uses Gadolinium Silicate crystal (GSO), Gd2SiO5(Ce)[1]
  - Uses Bismuth Germanate crystal (BGO), Bi4Ge3O12[1]

## ASTRO-F
ASTRO-F 위성의 운용에는 서울대학교가 일본, 유럽 대학 컨소시엄 등과 함께 참여했다.